# Adolfo De Foresta
Adolfo De Foresta (Nizza Marittima, 26 novembre 1825 – Roma, 29 novembre 1886) è stato un politico italiano.
Fu senatore del Regno d'Italia nella XV legislatura.

## Biografia
Era figlio del senatore nizzardo Giovanni De Foresta, due volte ministro amico di Cavour, e di Antonietta Provaso.
Nel 1846 si laureò in Giurisprudenza all'Università di Torino.
Di professione giurista, divenne membro di diverse commissioni. Fedelissimo di casa Savoia, fu accusatore del deputato Cristiano Lobbia.
Nel 1870 divenne Procuratore generale del Regno d'Italia.
Liberale, nella sua opera sulla Riforma penitenziaria si dichiarò contrario alla pena di morte. In un'altra pubblicazione si pronunciò a favore del divorzio.
Dal 1973 si espresse a favore della costruzione di colonie esclusivamente penali per i criminali più pericolosi, sia in aula che in una serie di pubblicazioni e con una pubblicazione conclusiva del 1876. Nella sua concezione, la deportazione avrebbe dovuto fungere da deterrente per tali criminali.
Conte come il padre, titolo ereditario concesso a entrambi nel 1862, fu nominato Grand'Ufficiale della Corona d'Italia e Commendatore dei S.S. Maurizio e Lazzaro.

## Opere
- Adolfo De Foresta, La riforma penitenziaria: Nè patibolo nè carcere, Nicola Zanichelli, 1880.
- Adolfo De Foresta, La Spagna: da Irun a Malaga, vol. 1, Zanichelli, 1879.
- de Foresta, Adolfo. Gibilterra e Tangeri: Da Malaga a Cadice. Continuazione alla Spagna. [Dr.:] Zanichelli, 1879.
- Adolfo De Foresta, La deportazione, Roma, Civitelli, 1872.
- Adolfo De Foresta, L'adulterio del marito, uguaglianza ella donna, divorzio, Milano, Treves, 1881.